# 花曲柳
花曲柳（学名：Fraxinus chinensis subsp. rhynchophylla）又名苦枥白蜡树，为木犀科梣属白蜡树的亚种。分布在俄罗斯、朝鲜半島以及中国大陆的黄河流域各省、东北等地，生长于海拔1,500米以下的地区，多生长在河岸、山坡和路旁，目前尚未由人工引种栽培。

## 别名
大叶白蜡树（中国树木分类学） 大叶梣（河北习见树木图说），苦櫪白蠟樹，大葉梣

## 外部連結
- 苦櫪白蠟樹 Kulibailashu （页面存档备份，存于） 藥用植物圖像數據庫 (香港浸會大學中醫藥學院) （中文）（英文）
- 秦皮 Qinpi （页面存档备份，存于） 中藥材圖像數據庫 (香港浸會大學中醫藥學院)
- 秦皮 Qin Pi （页面存档备份，存于） 中藥標本數據庫 (香港浸會大學中醫藥學院) （繁體中文）（英文）